# Abrud
Abrud (in ungherese Abrudbánya, in tedesco Großschlatten), è una città della Romania di 5 819 abitanti, ubicata nel distretto di Alba, nella regione storica della Transilvania.
È formata dall'unione di 3 villaggi: Abrud-Sat, Gura Cornei e Soharu.

## Storia
La città sorge sulla riva del fiume omonimo. Sono stati ritrovati resti di epoca Daco-Romana (conosciuta col nome "Abruttus"), in particolare piccole fortificazioni e una torre d'osservazione per le miniere d'oro di Roșia Montană ben conosciute e sfruttate fin dall'epoca romana.
In epoca medioevale, raggiunse lo stato di "oraș" (città) fin dal 1427, rivaleggiando con la vicina Câmpeni per importanza nella zona.
Ebbe una rilevante sollevazione popolare nei moti rivoluzionari del 1848.

## Economia
Città prevalentemente agricola, occupa molti lavoratori nell'estrazione dell'oro nelle miniere di Roșia Montană.